# 国统区

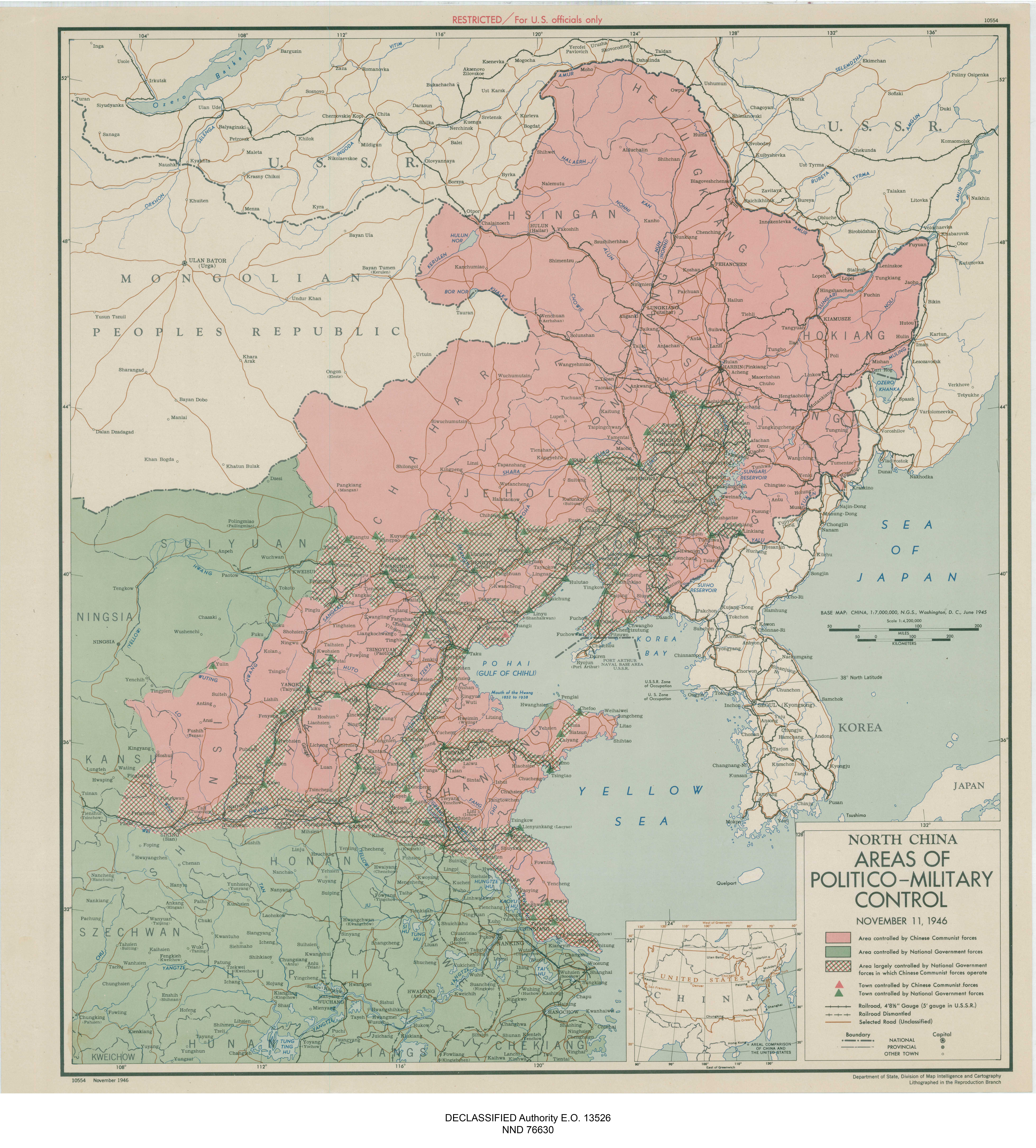
1946年11月的中国北方，绿色为“国统区”，红色为“解放区”，阴影部分由双方争夺

国统区，意即「中國國民党统治區」，又稱白區，是国共内战和中国抗战时期中国共产党方面使用的词语。与之相对的为由中国共产党控制的区域，因中共自稱解放全中国为目的而称作「红区」、「解放区」。在第二次国共内战期间，因中国人民解放军连连擊退中华民国国军，解放区的范围逐渐扩大，国统区的范围逐渐丧失。直至1949年中國國民黨大部分撤退至台灣，同年中华人民共和国在北京成立（中國國民黨则称其为「共匪当局」或「匪偽政府」）。而退守至台澎金馬的中華民國政府則將台澎金馬合稱「中華民國自由地區」（中华人民共和国政府则先后称其为「美蒋当局」或「台湾当局」）。至此，「国统区」与「解放区」的称谓共同退出历史舞台。目前仅在与中共党史有关的著作中出现。